# Острів Ахльостишева
О́стрів Ахльо́стишева (рос. Остров Ахлёстышева) — низинний острів в затоці Петра Великого Японського моря. Знаходиться за 75 м на схід від острова Руського при вході до бухти Ахльостишева. Адміністративно належить до Фрунзенського району Владивостока Приморського краю Росії.

## Географія
Невеликий острів овальної форми розташований при вході до бухти Ахльостишева, на захід від мису Ахльостишева біля північно-східного берега острова Руського. Орієнтований зі сходу на захід, досягає довжини 320 м та ширини 150 м. Вкритий травою та складається із піску, гальки та ракушняку. Між островом та мисом простягається кам'янистий риф, а на північний схід виступає ще один риф з глибинами 0,2 м.

## Історія
Острів названий через розташування біля однойменного мису, а той названий на честь гардемарина Михайла Олександровича Ахльостишева в 1912 році. В 1895-1912 роках називався на честь Луценка.